# Blue Avenue
『Blue Avenue』（ブルーアベニュー）は、花澤香菜の3枚目のオリジナルアルバム。2015年4月22日にアニプレックスから発売された。

## 収録曲

### Disc1[1]
1. I ♥ NEW DAY! [5:35]
  - 作詞：岩里祐穂、作曲：北川勝利、編曲：北川勝利・村田陽一
2. ほほ笑みモード（アルバム用ミックス） [4:52]
  - 作詞：岩里祐穂、作曲・編曲：Studio Apartment
3. Nobody Knows [5:40]
  - 作詞：岩里祐穂、作曲：北川勝利、編曲：北園みなみ
4. ブルーベリーナイト [4:07]
  - 作詞・作曲・編曲：宮川弾
5. Trace [3:42]
  - 作詞：岩里祐穂、作曲・編曲：mito
6. こきゅうとす [5:13]
  - 作詞・作曲：Tica•α、編曲：やくしまるえつこ・山口元輝
7. Night And Day [4:15]
  - 作詞・作曲：北川勝利、編曲：北川勝利・北園みなみ（ホーンアレンジ）
8. タップダンスの音が聴こえてきたら [2:31]
  - 作詞：花澤香菜、作曲・編曲：北川勝利
9. We Are So in Love [4:47]
  - 作詞・作曲・編曲：矢野博康
10. プール [5:06]
  - 作詞：花澤香菜、作曲：北川勝利、編曲：zakbee・Hatayoung・北川勝利
11. Dream A Dream [4:36]
  - 作詞：岩里佑穂、作曲：Andy Connell・Corinne Drewery、編曲：Andy Connell
  - 提供者のスウィング・アウト・シスターによるセルフカヴァー「ネバー・レット・ミー・ゴー」がアルバム『オールモスト・パスウェイディッド』に収録されている。
12. マジカル・ファンタジー・ツアー [4:08]
  - 作詞・作曲・編曲：中塚武
13. 君がいなくちゃだめなんだ [5:12]
  - 作詞：岩里佑穂、作曲：北川勝利、編曲：北川勝利・宮川弾（ストリングスアレンジ）
14. Blue Avenueを探して [4:23]
  - 作詞：西寺郷太、作曲・編曲：奥田健介

### Disc 2 (初回生産限定盤のみ)[2]
1. Special Avenue

## 演奏
- Will Lee：Bass (#1.3)
- Steve Jordan：Drums (#1.3)
- David Spinozza：Electric Guitar (#1.3)
- Rob Mounsey：Piano, Organ (#1.3)
- Jeff Kievit：Trumpet (#1.3)
- Mike Davis：Trombone (#1.3)
- Andy Snitzer：Saxophone (#1.3)
- 三沢またろう
  - Conga, Tambourine (#1.3)
  - Bongo (#7)
- 山之内俊夫 (流線形)：Electric Guitar (#1)
- 北川勝利 (ROUND TABLE)
  - Wind Chime (#1.2.13)
  - Shaker (#3)
  - Guitar (#7)
  - Tambourine (#8.13)
  - Acoustic Guitar (#13)
  - Chorus (#1)
- acane_madder
  - Chorus (#1.3.4.7.10.13.14)
  - Programming (#1.13)
- 堀越雄輔：Guitar (#2)
- 北園みなみ：Wurlitzer, Clavinet, Analog Synthesizer (#3)
- 宮川弾：Programming, Clarinet, Saxophone, Chorus (#4)
- 後藤秀人：Guitar (#4.9)
- 千住宗臣：Drums (#5)
- Saigenji：Guitar (#5)
- 徳澤青弦：Cello (#5)
- 伊藤彩：Violin (#5)
- ミト (クラムボン)：Bass (#5)
- やくしまるえつこ (相対性理論)：dimtakt, Programming, Percussion (#6)
- 永井聖一 (相対性理論)：Guitar (#6)
- 栗原正己：Bass (#6)
- 山口元輝 (相対性理論)：Drums, Programming (#6)
- 佐野康夫：Drums (#7)
- 千ヶ崎学 (キリンジ)
  - Wood Bass (#7)
  - Bass (#13.14)
- 末永華子：Piano (#7.8.13)
- sugarbeans
  - Organ (#7)
  - Finger Snap (#14)
- 湯本淳希 (FIRE HORNS)：Trumpet (#7.11.14)
- 近藤淳也 (FIRE HORNS)：Saxophone (#7.14)
- 川島稔弘 (FIRE HORNS)：Trombone (#7)
- 吉田哲人：Programming (#8)
- 矢野博康：Synthesizer, Percussion, HiHats, Programming (#9)
- 諸岡大也 ：Piano, Synthlead (#9)
- zakbee (Anime Skeet It's Meal)：Pianica, Guitar, Programming (#10)
- Hatayoung (Anime Skeet It's Meal)：Keyboards, Programming (#10)
- Swing Out Sister：Produce (#11)
- 中塚武：Piano, Programming, Chorus (#12)
- 石垣健太郎：Guitar, Co-Programming (#12)
- 佐々木史郎：Trumpet (#12)
- 庵原良司：Saxophone (#12)
- 川原聖仁：Trombone (#12)
- NAOTO：1st Violin (#12)
- 吉田翔平：2nd Violin (#12)
- 松本有理：Viola (#12)
- 村中俊之：Cello (#12)
- 清浦夏実 (TWEEDEES)：Chorus (#12)
- 河村“カースケ”智康：Drums (#13)
- 奥田健介 (NONA REEVES)
  - Electric Guitar (#13.14)
  - Programming (#14)
- 弦一徹ストリングス：Strings (#13)